# Paramon (Holubka)
Paramon (světským jménem: Fedir Mychajlovyč Holubka; * 22. června 1977 Uglja) je ukrajinský duchovní Ruské pravoslavné církve a biskup goroděcký a vetlužský.

## Život
Narodil se 22. června 1977 ve vesnici Uglja v Zakarpatské oblasti.
Roku 1994 dokončil Ugljanskou střední školu. Poté nastoupil na Moskevský duchovní seminář. Dne 5. prosince 1996 byl biskupem verejským Jevgenijem (Rešetnikovem) ustanoven čtecem A následující rok byl přijat do Trojicko-sergijevské lávry.
V letech 1997–2001 studoval na Moskevské duchovní akademii.
Dne 30. března 1998 byl představeným lávry archimandritou Feognostem (Guzikovem) postřižen na monacha a přijal mnišské jméno Paramon na počest svatého Paramona z Bithýnie.
Dne 23. července 1998 jej biskup orechovo-zujevský Alexij (Frolov) rukopoložil na hierodiakona a 14. října 2000 patriarcha moskevský Alexij II. na jeromonacha.
V prosinci 2001 byl převeden do južno-sachalinské eparchie, kde se 31. prosince stal představeným chrámu Vzkříšení Krista v Južno-Sachalinsku.
Roku 2003 byl povýšen na igumena.
Od 1. června 2010 do 12. dubna 2012 působil v Trojicko-sergijevské lávře.
Dne 12. dubna 2011 byl ustanoven duchovním v chrámu Narození přesvaté Bohorodice v Kapotně (Moskva).
V listopadu 2011 byl jmenován předsedou Komise pro koordinaci výstavní činnosti Ruské pravoslavné církve.
Dne 24. února 2012 se stal duchovním v chrámu svatých Petra a Pavla v Lefortově.
Dne 26. července 2012 byl jmenován představeným Donského monastýru.
Dne 22. října 2015 jej Svatý synod zvolil biskupem bronnickým a vikářem moskevské eparchie. O pět dní později byl povýšen na archimandritu.
Dne 5. listopadu 2015 byl oficiálně jmenován biskupem a 2. prosince proběhla v chrámu Krista Spasitele v Moskvě jeho biskupská chirotonie. Světiteli byli patriarcha moskevský Kirill, metropolita petrohradský a ladožský Varsonofij (Sudakov), metropolita istrijský Arsenij (Jepifanov), metropolita archangelský a cholmogorský Daniil (Dorovskich), metropolita barnaulský a altajský Sergij (Ivannikov), metropolita smolenský a roslavlský Isidor (Tupikin), arcibiskup sergijevoposadský Feognost (Guzikov), biskup Gurij (Šalimov), biskup Serafym (Zaliznyckyj), biskup dmitrovský Feofilakt (Moisejev), biskup solněčnogorský Sergij (Čašin), biskup Ieronim (Černyšov), biskup orechovo-zujevský Panteleimon (Šatov), biskup voskresenský Savva (Michejev), biskup berďanský a primorský Jefrem (Prosjanok), biskup jegorjevský Tichon (Ševkunov) a biskup bogorodský Antonij (Sevrjuk).
V listopadu 2015 začal spravovat Severní a Severozápadní vikariát Moskvy.
Dne 10. dubna 2017 byl ustanoven představeným patriarchálního podvorje svatého Demetria Soluňského v Chorošjovu (Moskva).
Dne 26. února 2019 byl jmenován představeným Trojicko-sergijevské lávry a biskupem sergijevo-posadským. O dva dny později byl osvobozen od spravování vikariátů.
Dne 12. března 2019 začal znovu spravovat Severní vikariát a v červnu stejného roku byl osvobozen od funkce předsedy Komise pro koordinaci výstavní činnosti Ruské pravoslavné církve.
Dne 25. srpna 2020 byl osvobozen od funkce představeného lávry a s ustanovením na biskupa naro-fominského a předsedu Finanční a hospodářské správy Moskevského patriarchátu.
V letech 2020–2021 byl členem Vyšší církevní rady.
Dne 3. září 2020 začal spravovat Severozápadní vikariát a byl ustanoven představeným chrámu Životodárné Trojice v Chorošjovu.
Dne 13. dubna 2021 byl osvobozen od funkce předsedy Finanční a hospodářské správy a 15. dubna od funkce představeného chrámu Životodárné Trojice. Současně byl jmenován představeným chrámu svatých Konstantina a Heleny v Mitině (Moskva).
Dne 24. srpna 2023 jej Svatý synod ustanovil biskupem goroděckým a vetlužským.
Dne 27. prosince 2023 byl potvrzen ve funkci archimandrity Feodorovského monastýru v Goroděcu.